# Thibault Algret
Pas d'image ? Cliquez ici

a Compétitions nationales et continentales officielles uniquement.

Dernière mise à jour le 27 novembre 2021.
Thibault Algret, né le 8 mars 1975 à Cosne-sur-Loire, est un joueur de rugby à XV évoluant au poste de talonneur (1,80 m pour 100 kg).

## Biographie
Formé au Rugby sancerrois, Thibault Algret part à l'âge de 22 ans au FC Grenoble.
Il évolue ensuite au FC Grenoble en Top 16 de 1997 à 2000 et dispute une demi-finale de championnat de France en 1998-1999 et s'incline à quatre minutes de la fin du match contre l'AS Montferrand.
Il participe l'année suivante à la Coupe d'Europe où Grenoble sera la seule équipe à battre les Anglais des Northampton Saints, futurs vainqueurs de l’épreuve.
Il poursuit sa carrière à l'US Colomiers à partir de 2000, avant d'être recruté par le RC Narbonne en 2004.
Trois ans saisons plus tard, il retourne au Rugby sancerrois, son club de cœur afin, dans un premier temps de jouer puis de devenir entraîneur des catégories jeunes.

## Clubs successifs
- -1997 : Rugby sancerrois
- 1997-2000 : FC Grenoble
- 2000-2004 : US Colomiers
- 2004-2007 : RC Narbonne
- 2007-???? : Rugby sancerrois

## Palmarès
- En championnat de France :
  - Demi-finaliste en 1999 avec le FC Grenoble